# David Mendes (Anwalt)
Manuel David Mendes (* 6. Mai 1962 in Cazenga, Provinz Luanda, Angola) ist ein angolanischer Anwalt, Menschenrechtsaktivist und Politiker. Er gehört zu den bekanntesten Aktiven der angolanischen Zivilgesellschaft und wird aufgrund seines Engagements gegen staatliche Korruption auch „Anwalt der Armen“ genannt. Unter anderem leitet Mendes die angolanische Menschenrechts-NGO Mãos Livres (Freie Hände) und verklagte mit Hilfe dieser den angolanische Staat in verschiedenen Korruptionsfällen.
Für seine Arbeit und Verdienste um die angolanische Zivilgesellschaft erhielt den Martin-Luther-King-Preis der US-Botschaft in Luanda.
Mendes ist verheiratet und hat sieben Kinder.